# Station Beitem
Station Beitem is een voormalig spoorwegstation in het gehucht Beitem, dat op grondgebied ligt van Rumbeke, een deelgemeente van de stad Roeselare. Het lag aan spoorlijn 65 (Roeselare-Menen).
0,0: Roeselare ·
2,6: Meiboom ·
4,8: Zilverberg ·
7,9: Beitem ·
12,6: Ledegem-Dadizele ·
14,7: Kezelberg ·
18,5: Menen-Bruggepoort ·
20,1: Menen